# Сарраманья, Кристиан
Кристиан Сарраманья (фр. Christian Sarramagna; 29 декабря 1951, Байонна, Франция) — французский футболист, нападающий, футбольный тренер.

## Карьера
Большую часть карьеры провел в «Сент-Этьене», с которым неоднократно побеждал в чемпионате страны, а в 1976 году доходил до финала Кубка европейских чемпионов. Провел четыре матча за сборную Франции.
После окончания карьеры вернулся в «Сент-Этьен», где помогал Роберу Эрбену, под чьим руководством Сарраманья играл сам. После его ухода на два сезона возглавил команду. Также в элитной Лиге 1 возглавлял «Мартиг». За свою тренерскую карьеру специалист работал со сборной Мали, «Хаммам-Лиф» из Туниса и с другими французскими коллективами.

## Достижения
- Чемпион Франции (3): 1973/74, 1974/75, 1975/76.
- Обладатель Кубка Франции (3): 1973/74, 1974/75, 1976/77.
- Финалист Кубка европейских чемпионов: 1976.
- Обладатель Кубка Аквитании: 2002